# Jean-François Nahmias
Jean-François Nahmias (Cannes, 15 de dezembro de 1944) é um autor de romances históricos e de livros documentários em colaboração com Pierre Bellemare. 
A primeira edição de uma parte de suas obras da coleção L'enfant de la Toussaint foi escrita sob o pseudônimo de François Liensa.

## Obras

### L'enfant de la Toussaint
(Trilogia histórica sobre a Guerra de Cem Anos)
- La baque au lion
- La bague au loup
- Le cyclamor

### Alta Idade Média
- La Nuit mérovingienne
- L'illusion cathare

### Antiguidade
- La Prophétie de Jérusalem (Biografia do imperador Tito, Tomo I)
- Le voile de Bérénice (Biografia do imperador Tito, Tomo II)
- Titus Flaminius : la fontaine aux vestales (2003)
- Titus Flaminius : la gladiatrice (2004)
- Titus Flaminius : le mystère d'Éleusis (2005)
- Titus Flaminius : la piste gauloise (2006)
- L'Incendie de Rome (2006)

### Em colaboração com Pierre Bellemare
- Les grands Crimes de l'histoire
- Les Tueurs diaboliques
- Les Crimes passionels
- Nuits d'angoisse
- L'Année criminelle (tome I)
- L'Année criminelle (II)
- Crimes dans la soie
- Le carrefour des angoisses
- L'enfant criminel
- Destins sur ordonnance
- Ils ont osé
- Mort ou vif
- La terrible vérité
- Kidnappings - 25 rendez-vous avec l’angoisse, Albin Michel, Paris, 2010, 379 p., broché, 15,3 x 24 cm ISBN 978-2-226-20613-8